# Mátraderecskei mofetta
A mátraderecskei mofetta gázfürdő Mátraderecskén található, Magyarország 1995 óta működő szén-dioxidos (CO2) gázfürdője, mofettája, ahol már legalább hatvan éve szivárog a falu alatt futó vulkáni törésvonalból a szén-dioxid gáz. A felszínre egy földrengés hozta 1992-ben.

## A fürdőről
Jelenlegi ismereteink szerint a szén-dioxid szárazfürdő alkalmazása 2000 éves múltra tekint vissza. A római kori orvoslásban, később a népi gyógyászatban felismerték a természetes szén-dioxid fürdők gyógyító és rekreációs hatását. Kezdetben természetes, később mesterségesen kialakított gödrökben (a római korban teátrumszerűen kialakított medencékben) történtek a kezelések.
Komplex hatásról van szó, az igen magas CO2-koncentráció erős értágító hatással rendelkezik, de a változó koncentrációban jelen lévő kén és radon gyógyító hatása is közismert.
A mátraderecskei mofetta a bevezetőben említett geológiai törésvonalakra épült, a feltörő gáz CO2-tartalma 90 tf% körüli, magas radon koncentrációval rendelkezik, azonban ként nem tartalmaz.
A település a Keleti-Mátra északi oldalán, Budapesttől 120, Egertől 30 km-re található, lakóinak száma 2300, természeti kincsekben gazdag (strandfürdőjének vize a bükkszéki víz összetételével közel megegyezik), levegője tiszta, panorámája lenyűgöző.
A lakosság az évszázadok során megtanult együtt élni a gázszivárgással, azonban néhány ház pincéjében, mélyebb fekvésű helyiségekben több alkalommal fordult elő rosszullét, tömeges baromfipusztulás, egy esetben kút ásásakor haláleset. Az ásott kutak szén-dioxidos jellege az 1930-as évek óta ismert.
Lakossági bejelentések 1992-ben jelezték a gázszivárgás növekedését, mely miatt földtani, kémiai, fizikai, radiológiai és gyógyászati vizsgálatokat végeztek a jelenség tulajdonságainak megismerésére, illetőleg a gyógyászatban történő hasznosítására.

## A gáz összetétele
Vulkáni utóműködésként gyakran jelentkezik gázkiömlés, aminek összetevői a bőrön át, valamint a légzéssel a véráramába bejutva gyógyító hatást fejtenek ki. A geológusok az említett jelenséget mofettának nevezik, amely geológiai adottságoknak megfelelően különböző összetételű lehet.
A szén-dioxid gáz balneoterápiás alkalmazása több évezredes múltra tekint vissza, az 1. században Celsus és az Idősebb Plinius amfiteátrumszerűen kiképzett medencékben, mofettákban kezelték betegeiket. A 16. században Paracelsus égési sérülések, fekélyek, női betegségek esetén használta a gyógygázt. Erdélyben a népi gyógyászatban 600 éve alkalmazzák. A szén-dioxid gáz értágító hatását 1858-ban Lister írta le.
A 20. században a kezelések továbbfejlesztése az 1929–1932. években R. Cobet, H. Hediger és G. Parade nevéhez fűződik.
A hatásmechanizmus ismertté válása és az utóbbi időkben ún. civilizációs betegségek leküzdésében elért gyógyeredmények ráirányították a figyelmet a CO2 gázfürdő kezelések jelentőségére. A gyógyászatban ma már méltó helyet tölt be a száraz CO2 gáz is mint fizioterápiás tényező. A természetes szén-dioxid szárazfürdőt Európában (Románia, Lengyelország, Olaszország, Ausztria) évszázadok óta alkalmazzák. A gáz összetételétől függően az indikációs kör változik, a magas kéntartalmú erdélyi mofettákat elsősorban reumatológiai, mozgásszervi betegségekben alkalmazzák, a döntően szén-dioxidot tartalmazó szárazfürdő az angiológiai betegségekre is kiváló hatású.
A mofettát szív- és érrendszeri betegek, magas vérnyomásban, csontritkulásban szenvedők, krónikus bőrbetegek, cukorbetegek, degeneratív gerinc- és ízületi elváltozások, lágyrészreumatizmus, meddőség, időskori tünetegyüttesek, Bechterew-kór, inaktív állapotban lévő krónikus sokk, ízületi gyulladás kezelésére használják. A bőrön átdiffundáló gáz a szövetekbe kerül és értágító hatást gyakorol. Ez a hatás kiterjed a bőr- és a bőr alatti kötőszövetekre és a belső szervekre is.

## Külső hivatkozások
- A mátraderecskei gyógyfürdő honlapja
- ÁNTSZ – Országos Gyógyhelyi és Gyógyfürdőügyi Főigazgatóság
- Magyar Bechterewesek Weboldala